# Paul Beckert (Maler)

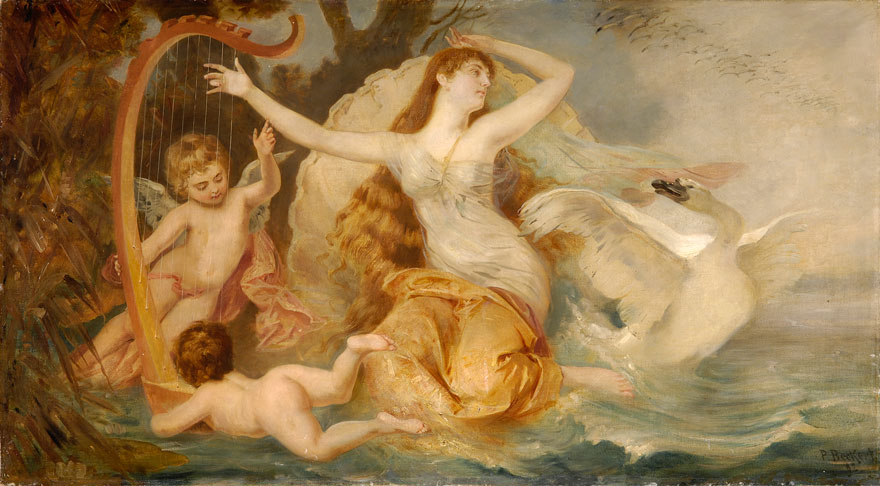
Leda

August Paul Beckert (* 17. Dezember 1856 in Lichtenstein/Sa.; † 22. September 1922 in Olsberg) war ein deutscher Porträt- und Kirchenmaler.

## Leben
Paul Beckert war Sohn des Schneidermeisters Friedrich Ernst Beckert und seiner Frau Christiane Friederike Elisabeth Sophie, geborene Kluth. Von 1869 bis 1873 besuchte er das Realgymnasium in Chemnitz. Danach studierte er an der Dresdner Kunstakademie bei Theodor Grosse, studierte weiter in Berlin und Stuttgart sowie ab dem 11. Februar 1881 an der Königlichen Akademie der Künste in München bei Wilhelm von Lindenschmit dem Jüngeren, Sándor Wagner und Gyula Benczúr.
Während seiner Studienreisen nach Italien besuchte er das Pontificium Collegium Germanicum et Hungaricum de Urbe in Rom, wo er zum katholischen Glauben konvertierte, und in den Jahren 1898 und 1899 schuf er für das Kolleg zwei Gemälde. 
Paul Beckert heiratete 1885 Annie Leontine von Frank. Nach dem Tod seiner ersten Frau heiratete er 1907 Elisabeth Haenlein.
Am 14. Juni 1904 wurde er vom Papst Pius X. zum Ritter des Heiligen Silvesterordens ernannt.
Paul Beckert malte hauptsächlich Porträts von adligen Personen sowie Altarblätter und andere Kirchenbilder. Viele seiner Werke sind während des Zweiten Weltkrieges verschollen. Becker verstarb während eines Kuraufenthaltes in Olsberg.

## Werke (Auswahl)
- Porträt Kaiser Wilhelm II.
- Porträt Kaiserin Victoria Augusta
- Porträt Fürst Bismarck 1889
- Porträt Feldmarschall Moltke 1889
- Porträt Papst Pius X. 1904
- Porträt des nachmaligen Reichskanzlers Georg von Hertling 1908
- Die letzte Unterschrift von Kaiser Wilhelm I. 1888